# さくまひできのクマクマパラダイス
『さくまひできのクマクマパラダイス』は、埼玉県鴻巣市のコミュニティFM局フラワーラジオで放送されていたラジオ番組である。

## 概要
2006年1月から放送開始。普段は鴻巣市のフラワーラジオ社屋のスタジオからの生放送であった。パーソナリティの地方公演などのスケジュールの都合により、事前収録での放送となることがあった。
番組開始からサテライトスタジオでの公開生放送を行っていたが、スタジオの閉鎖に伴い2007年6月もって終了した。その後はフラワーラジオ5階スタジオからの放送していたが、2010年10月の番組再編にともない終了した。
放送日時を変更し、「トワイライトアベニュー767〜さくまひできのクマクマパラダイス」として再スタートした。
サイマルラジオでの同時放送を行っていた。

## 放送時間
- 毎週月曜日 15:00 - 17:00

## パーソナリティ
- さくまひでき

## 番組終了時のコーナー
- オープニング
さくまが放送前1週間の出来事などを語る。
- 温泉情報
主に関東近辺の日帰り温泉の情報。
- 生活の知恵袋
生活に役立つ情報の紹介。
- 懐メロパラダイス
主に1970年代から80年代の歌謡曲をパーソナリティ本人の生演奏、生歌唱で紹介する。
- 落語でパラダイス
テーマを出題し、リスナーから寄せられた面白い回答を紹介するコーナー。
- 2ショット写真
リスナーから寄せられた人やモノとの2ショット写真にパーソナリティがコメントする。

## 終了・休止のコーナー
- 日本全国あの人のふるさと
全国47都道府県ごとの出身者を紹介。代表出身者の歌を生歌唱するコーナー。＜制覇＞
- ふるさと情報
主に鴻巣市内の商店を取材し、その際の録音をもとに構成する。
- トークストーリー劇場
さくま自作のショートストーリーを紹介する。
- さくちゃん伝説
さくま自身の生い立ちについて語る。
- 生歌コーナー
以前は独立したコーナーであったが、2009年現在では区分が消滅。
- さくちゃんの本音
リスナーから 寄せられた疑問に対して、さくま本人が本音で語る。

## その他
- サテライトスタジオからの放送中の様子は屋外から容易に見学することが可能であり、多数のファンが見学していた。
- サテライトスタジオからの生放送の際には、下校中の小学生が飛び入りで出演したりと予定外の進行も多かった。
- パーソナリティ本人が、効果音、BGM等の音響機器の操作も行っていた。そのため特に放送初期は音楽が鳴らない等の放送事故が発生していた。
- 番組の中でさくま本人によるギターの演奏で歌唱することも多かった。
- 不定期ではあるが、番組に特別ゲストを招いてのトークやライブセッションが行われた。
- 突発的に 番組内容やコーナーが変更になったりすることもあった。